# Anuwa Koowing
Anuwa Koowing (thailändisch อานูวา กูวิง; * 3. April 2001), auch als Wa  ist ein thailändischer Fußballspieler.

## Karriere
Anuwa Koowing unterschrieb im Dezember 2021 einen Vertrag beim Drittligisten Nara United FC. Mit dem Verein aus Narathiwat spielte er in der Southern Region der Liga. Im Sommer 2023 wechselte er für eine Spielzeit zu dem ebenfalls in der Southern Region spielenden MH Nakhonsi City FC. Im Sommer 2023 nahm ihn der Ligakonkurrent Pattani FC unter Vertrag. Am Ende der Saison 2024/25 feierte er mit dem Verein aus Pattani die Vizemeisterschaft der Liga sowie den anschließenden Aufstieg in die zweite Liga. Sein Zweitligadebüt gab Koowing am 16. August 2025 (1. Spieltag) im Heimspiel gegen den Nakhon Si United FC. Bei der 0:3-Heimniederlage stand er in der Startelf. In der 59. Minute sah er die rote Karte wegen  groben Foulspiels.